# The Now Now
The Now Now (En español, El Ahora, Ahora) es el sexto álbum de estudio de la banda virtual británica Gorillaz, lanzado el 29 de junio de 2018, bajo el sello discográfico de Parlophone y Warner Bros. Las grabaciones empezaron durante la sección Norteámericana del Humanz Tour a fines de 2017, con menos colaboraciones de lo usual debido a las críticas que apuntaban que el álbum anterior, Humanz, tenía demasiados artistas invitados. Según el cocreador de Gorillaz, Damon Albarn, el álbum fue grabado tan rápido para que así la banda pudiera tener más material para tocar en futuros conciertos. El álbum fue insinuado por primera vez a través de una serie de carteles encontrados en el festival "All Points East Festival", y fue anunciado oficialmente dos días después. Los carteles contenían frases y un hipervínculo a un sitio web, el cual direccionaba a un pequeño corto con la muestra de una nueva canción y la fecha de lanzamiento.

## Antecedentes
Después de la salida del álbum anterior, Humanz (2017), Damon Albarn confirmó que se encontraban "trabajando en otro álbum de Gorillaz, que lanzaremos el siguiente año". En un concierto en Seattle en septiembre de 2017, una nueva canción sobre Idaho, "Idaho", debutó. A finales de marzo de 2018, mientras se encontraba en un concierto en Chile, Albarn mencionó que el álbum había sido terminado recientemente y que saldría pronto. Durante aquel concierto, debutó otra canción, "Hollywood", la cual tenía la colaboración de Jamie Principle y Snoop Dogg. En mayo, una serie de pósteres fueron encontrados en el festival "All Points East Festival", los cuales contenían frases como "G es el número mágico" y "Sálvanos de Él" así como un hipervínculo. Este último llevaba a una página que revelaba el nombre del álbum y su fecha de lanzamiento, junio 29. También contenía una muestra de una canción nueva. El 28 de mayo, el día después de que el festival acabara, Emma de Caunes, la esposa de Jamie Hewlett, cocreador de Gorillaz, publicó una imagen en su cuenta de Instagram, la cual confirmaba oficialmente el lanzamiento del álbum.
El 30 de mayo, Zane Lowe confirmó el anuncio y recalcó que Albarn debutaría una nueva canción del álbum, "Humility", en su programa de radio "Beats 1", el 31 de ese mes.

## Grabación
La mayoría del álbum se grabó en febrero de 2018 en el Studio 13 en Londres.
En una entrevista de Radio X con Albarn, el álbum fue producido dentro de un corto periodo de tal forma que la banda pudiera tener nuevo material para tocar en futuros festivales. Como un subproducto de su agilizada producción, The Now Now incluye menos artistas invitados en comparación a discos anteriores de Gorillaz.
En la misma entrevista, Albarn acreditó al productor James Ford por contribuir a la cohesión lírica del disco, comentando: "Él es un 'policía del sentido', a él le encanta que todo tenga sentido. Tradicionalmente con Gorillaz, yo en verdad nunca he terminado algo completamente, y yo he permitido solamente que la primera vez yo cantara algo que se sentía bien; pero él era algo así como, 'hagamos que haga un poco más de sentido'. Si este disco tiene más sentido, eso depende totalmente de él, no de mi."

## Lista de canciones
| N.º   | Título                                         | Duración |  |
| 1.    | «Humility» (con George Benson)                 | 3:18     |  |
| 2.    | «Tranz»                                        | 2:42     |  |
| 3.    | «Hollywood» (con Snoop Dogg y Jamie Principle) | 4:53:    |  |
| 4.    | «Kansas»                                       | 4:08     |  |
| 5.    | «Sorcererz»                                    | 3:00     |  |
| 6.    | «Idaho»                                        | 3:40     |  |
| 7.    | «Lake Zurich»                                  | 4:12     |  |
| 8.    | «Magic City»                                   | 3:56     |  |
| 9.    | «Fire Flies»                                   | 3:53     |  |
| 10.   | «One Percent»                                  | 2:21     |  |
| 11.   | «Souk Eye»                                     | 4:33     |  |
| 38:29 |                                                |          |  |

## Crítica
The Now Now recibió mayormente críticas positivas. En Metacritic, este recibió una media de 73 sobre 100, basándose en 28 opiniones, mostrando "críticas generalmente favorables".
El álbum fue elogiado por su simplicidad lírica y sonora. Thomas Smith del NME, lo llamó una "escucha en buen estado y enérgica". Según Will Hermes de la Rolling Stone, el enfoque simplista resulta en "el LP de la banda más coherente hasta la fecha".  Muchos críticos lo compararon con los dos últimos discos de la banda, destacando favorablemente la conexión del álbum, que recuerda a The Fall. Duncan Conrad, de Drowned in Sound, señaló tanto la "corta lista de invitados" como la simplicidad de las letras, recordando a los primeros álbumes, más que al "sobrecargado" Humanz. En la misma línea, Smith del NME, elogió el álbum, declarando que era más conciso y menos "genérico" que su predecesor. Anna Alger de Exclaim! también elogió la propuesta sencilla del álbum, escribiendo que "The Now Now es fresco y actual. Gorillaz ha vuelto a empezar dejando atrás a sus colaboradores, así recalcando la fuerza del grupo".
La mayoría de los críticos también alabaron la energía y el optimismo del álbum. Consta de "11 pistas pop que generan energía, pasión y abundancia de ideas", The Now Now fue visto como "optimista, desde el punto de vista de Albarn". Entre otros, Wilf Skinner, de la revista Clash, lo llamó "un álbum alegre y realmente [...] variado ".
Por el contrario, una serie de críticos señalaron una falta de ambición y creatividad en el álbum. The Rolling Stone notó una clara falta de "las chispas que solían venir del lío de ideas y personalidades de Gorillaz". De manera similar, Drowned in Sound declaró que era un "álbum decepcionantemente, con pocas canciones a destacar y grandes ideas", y carente de la experimentación de la banda.
Además, algunos críticos se disgustaron por la narrativa del álbum. Aunque Conrad de Drowned in Sounds dijo que el álbum "hace muy poco por avanzar en la historia (de la banda)" y por lo tanto "carece de sentido", el NME considera su narración como una "bienvenida" a la "realmente entretenida historia" de la banda.